# MS Wieluń
MS Wieluń – statek wybudowany w 1980 dla szczecińskiego armatora PŻM. Powstał w ramach porozumienia zawartego pomiędzy tym armatorem, a państwowymi stoczniami brytyjskimi w celu budowy m.in. serii 15 masowców o nośności 4400 ton (typ Bolesławiec).
Z uwagi na konieczność spłaty kredytu zaciągniętego na zakup tej jednostki, od 1982 MS Wieluń pływał w wyodrębnionej z macierzystego armatora spółce o nazwie Żegluga Polska. Załogi zapewniał PŻM, same statki były tylko dzierżawione.
Po zmianie bandery na panamską pływał pod nazwą MS Wielun.
W kwietniu 2008 roku statek został przemianowany na "MS Bereket", a następnie we wrześniu 2010 na "MS Ahmet Yusuf". Zezłomowany w czerwcu 2011 w miejscowości Aliağa.